# Nueva Era Revista Estadio
La Nueva Era de Revista Estadio fue una revista deportiva publicada en Chile desde septiembre de 2003, editada por la empresa Publicaciones Los Sports Ltda., e impresa en los talleres del diario La Nación. La redacción de la revista estaba ubicada en Santiago.  

## Historia
Su origen gracias al gestor Francisco Díaz tenía como base la idea de retornar o más bien reconstruir la desaparecida revista Estadio. Bajo el eslogan "La revista de todos los deportes" se publicó, en una primera etapa, desde septiembre a diciembre de 2003, editándose con una periodicidad mensual sólo cuatro revistas. A contar de diciembre de 2003, se produce una innovación en la publicación con dos revistas, bajo los siguientes títulos:
- El Constructor Deportivo, que se comenzó a distribuir gratuitamente en Ferreterías, Constructoras y/u Obras, desde diciembre de 2003 a mayo de 2007 (en total 19 revistas).
- Nueva Era Revista Estadio, nuevamente desde el número 1 en diciembre de 2006 hasta junio de 2010, publicación número 31. ( En total 35 revistas ).

Entre sus periodistas se destacaron: Julio Salviat Wetzig, Benjamín Benzaquén, Esteban Gómez U., Gilberto Villarroel Herrera, Juan Carlos Coloma O., Humberto Ahumada, Javier Carrera P.

## Formato de ediciones
Su formato contempló el siguiente número de páginas:
- 42 en el Nº 1
- 34 en los Nº 2 al Nº 4 (2003), y
- 20 del Nº 4 (2007) al Nº 31 (2010)

## Directores
- Francisco Díaz B., Nº 1 y 2.
- Hernán Serrano Nijamkin, Nº 3
- Luis Urrutia O'Neill, Nº 4 y 5.
- Jorge Creus Valenzuela, Nº 6
- Emilio José Ugarte, del Nº 21 al Nº 31
- Humberto Ahumada Acevedo "Tito Norte", N° 31 en adelante

También fue Director del Constructor Deportivo, el periodista Vladimiro Mimica Cárcamo.